# Dragpa Choyang
Dragpa Choyang (1618-1658) was een Tibetaans tulku. Hij was de vijfde gyaltsab rinpoche, een van de vier belangrijkste geestelijk leiders van de karma kagyütraditie in het Tibetaans boeddhisme.
Dragpa Choyang was een spirituele vriend van de vijfde dalai lama, Ngawang Lobsang Gyatso.
De tiende karmapa, Chöying Dorje, liet het regentschap over het klooster Tsurphu over aan Dragpa Choyang, voordat hij uit Tibet vluchtte.